# Dobi István
Dobi István (Ószőny, 1898. december 31. – Budapest, 1968. november 24.) magyar politikus, országgyűlési képviselő. 1948 és 1952 között Magyarország miniszterelnöke, 1952-től 1967-ig az Elnöki Tanács elnökeként Magyarország államfője.

## Életrajza
Szegényparaszti református családból származott, szülei Dobi István és Csinger Julianna voltak. Az elemi iskola hat osztályát végezte el, mielőtt 12 évesen munkát kényszerült vállalni. 1916 áprilisában besorozták katonának, ahonnan 1918 tavaszán szerelt le. A Magyarországi Tanácsköztársaság alatt jelentkezett a magyar Vörös Hadseregbe, akikkel a románok elleni, vesztes Tisza-menti csatában vett részt és esett fogságba. Ezután a románok internálták, csak 1920 februárjában szabadult a hajmáskéri táborból. Rövid időn belül behívták Horthy Nemzeti Hadseregébe, ahonnan novemberben szerelhetett le és térhetett haza szülőfalujába, ahol rendőri felügyelet alá helyezték.
1921-től kezdve fokozatosan kapcsolódott be a munkásmozgalomba, előbb belépett a Magyarországi Földmunkások Országos Szövetségébe, majd tagja lett a Magyarországi Szociáldemokrata Pártnak is. Még ebben az évben, mint világháborús veterán, két katasztrális hold földet kapott a Nagyatádi-féle földreform során, valamint sikerült elhelyezkednie a MÁV-nál is, kezdetben mint pályafenntartási napszámos. Később a komáromi fűtőházban, végül pedig a Milch-féle fatelepen dolgozott, mielőtt 1931-ben munkanélkülivé vált volna. Innentől kezdve napszámból és alkalmi munkákból tartotta fenn magát és családját. Még 1921-ben nősült meg, öt gyermeke született; Edit 1922-ben, aki még ugyanezen évben meghalt, István 1923-ban, aki szintén még kicsi gyermekkorában, 1926-ban meghalt, illetve Sándor 1925-ben, majd a harmadik fiú újra István néven 1926-ban, hiszen akkor a elsőszülött István már nem élt, végül pedig László.
1930-ban az MSZDP szőnyi alapszervezetének alapító-elnöke lett. Az 1935-ös választások során került kapcsolatba a Független Kisgazdapárttal, ahol az FKGP helyi jelöltje mellett korteskedett. 1936-ban lépett át az FKGP-be, ahol a párt egyik vidéki szervezőtitkára, augusztus 20-án pedig az országos nagyválasztmány tagja, 1937-ben pedig a Földmunkás Tagozat elnöke lett. A pártban a Tildy Zoltán–Nagy Ferenc vezette balszárnyhoz tartozott. A párt közbenjárására 1936-ban hároméves megbízatást (munkát) kapott Komáromban a Kisalföldi Mezőgazdasági Kamaránál. Az 1939-es választásokon pártja Komárom-Esztergom vármegyei területi listáján indult, de nem szerzett mandátumot. Kamarai munkája lejártával rövid ideig az almásfüzitői olajfinomítóban volt szakmunkás, majd kubikos lett. 1940-ben tanfolyamot végzett a KALOT érdi népfőiskoláján, később egy ideig tanította is a Katolikus Legényegylet főiskolájának hallgatóit.
A Magyar Parasztszövetség alapítója, 1941. szeptember 28-án a szövetség függetlenített országos szervezőtitkára, 1943-tól pedig a Földmunkás szakosztály elnöke lett. Ekkoriban ismerkedett össze számos baloldali egyetemistával, újságíróval, a szövetség titkára, Iliás Ferenc révén pedig az illegális Magyarországi Kommunisták Pártjával is.
Magyarország német megszállását követően bekapcsolódott az ellenállási mozgalomba, de csakhamar behívták katonának. Egy munkaszolgálatos század mellett teljesített szolgálatot, itt is került hadifogságba, ahonnan 1945 júniusában térhetett haza.

### A második világháború után
Még távollétében, 1945. január 24-én beválasztották az Ideiglenes Nemzetgyűlésbe. Bár 1945-ben a Magyar Kommunista Pártba is felvették, sőt a Nemzeti Parasztpárt is szívesen látta volna soraiban, a kommunista vezetők egyetértésével az FKGP tagja maradt, s balszárnyának vezéralakja lett. Augusztus 20-án az FKGP egyik alelnökévé, valamint a politikai bizottság és az országos intézőbizottság tagjává választották.
Az 1945-ös választásokon a Fejér megyei pártlistáról jutott az Országgyűlésbe. Az alakuló Tildy-kormányban, majd az azt váltó Nagy Ferenc-kormányban előbb államminiszter lett 1945. november 15-e és 1946. február 23-a között, majd aznap földművelésügyi miniszterré nevezték ki. Ezt a tisztségét november 30-áig látta el, majd december 18-ától újra államminiszter lett egészen 1947. szeptember 24-éig. Közben a Kisgazdapárt vezetőinek „leszalámizása” következtében a párton belül egyre fontosabb pozíciókat szerzett. Előbb alelnök, majd 1947. június 1-jén a párt elnöke lett. Az 1947-es („kékcédulás”) választásokon újfent mandátumot szerzett. A Dinnyés-kormányban 1948. április 16-ától december 10-éig újfent földművelődésügyi miniszter volt. 1948-ban Kossuth-érdemrenddel (első osztály) tüntették ki.
A kommunistákkal való nyílt együttműködését az Új magyar lexikon így foglalja össze: „…a Kisgazdapárt jobboldali vezetőinek leleplezése után őt választották a párt elnökének. Vezetése alatt tisztították meg a Kisgazdapártot a reakciós elemektől és állították a népfronton belül a népi demokrácia építésének szolgálatába.”

### Miniszterelnökből a minisztertanács elnöke
Dinnyés Lajos 1948. december 10-ei lemondását követően Dobi István lett Magyarország miniszterelnöke. Kormánya működése alatt fejeződött be és vált véglegessé (legalábbis négy évtizedre) a kommunista hatalomátvétel.
1949. május 15-én tartották meg az első egypártrendszerű országgyűlési választást, melyen csak a Magyar Függetlenségi Népfrontba „tömörült”, a kommunistákkal együttműködő koalíciós pártok és pártonkívüliek közös listájára lehetett szavazni. Az új Országgyűlés 1949. augusztus 20-án fogadta el Magyarország első tételes írott alkotmányát. Ennek alapján Magyarország államformája népköztársaság lett, az államszervezetet teljes egészében átalakították szovjet mintára.
Az ekkoriban zajló politikai koncepciós perek a kormány egyes tagjait is elérték. Rajk Lászlót (1949-ben), Ries Istvánt (1950-ben) és Marosán Györgyöt (1950-ben) is hivatalban lévő miniszterként tartóztatták le. Rajkot halálra ítélték és kivégezték, Riest még a pere előtt agyonverték a börtönben, míg Marosán halálos ítéletét kegyelemmel életfogytiglani börtönre változtatták. Zöld Sándort is hivatalban lévő belügyminiszterként találták holtan otthonában családjával együtt 1951. április 20-án, miután előző nap Rákosi Mátyás élesen bírálta az ő és tárcája tevékenységét. Szintén ezen a napon tartóztatták le a hivatalban lévő külügyminisztert, Kállai Gyulát, valamint a Dobi-kormány korábbi belügyminiszterét, Kádár Jánost is.
Szintén 1950-ben tartóztatták le az Elnöki Tanács elnökét (azaz Magyarország államfőjét), Szakasits Árpádot is.
Dobi Istvánt 1952. augusztus 14-én mentették fel a minisztertanács elnökének tisztségéből, amikor megválasztották az Elnöki Tanács elnökévé.

### Az Elnöki Tanács elnöke

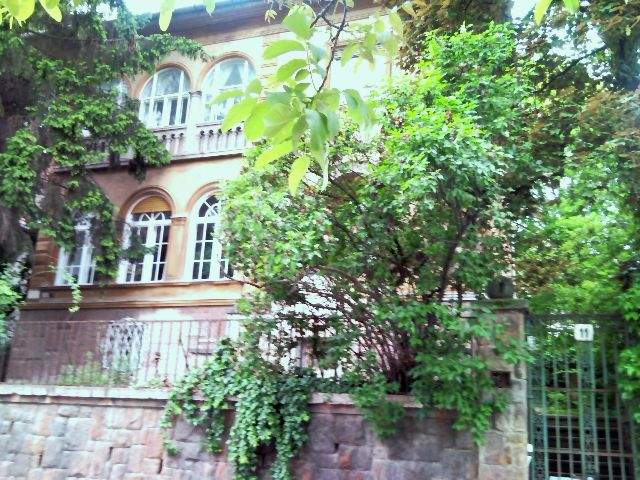
Egykori szolgálati villája
Budapest, XII. kerület, Karap utca 11.

Dobi 1952. augusztus 14-étől 1967. április 14-éig volt a Magyar Népköztársaság Elnöki Tanácsának elnöke. Dobinak folyamatos súrlódásai voltak Rákosival, aki utódja volt a minisztertanács élén, emiatt az elnöki hivatalt csakhamar az Országházból egy Városmajor közeli villába költöztették át, s ott is működött Dobi nyugdíjba vonulásáig.
Ebbéli tisztségében hivatali ideje alatt formálisan ő iktatott be minden kormányt, így az 1956-os forradalom alatt a második Nagy Imre-kormányt is. A forradalom során támogatta az FKGP újjáalakítását, a Varsói Szerződés felmondását azonban nem. A szovjetek bevonulását követően november 12-én leváltotta Nagy Imrét és kabinetjét, majd kinevezte a Kádár János vezette Magyar Forradalmi Munkás-Paraszt Kormányt, amellyel mindvégig szorosan együttműködött.
A Magyar Szocialista Munkáspártba Dobi 1959-ben lépett be, ahol egyből tagja lett a Központi Bizottságnak. Tevékenysége elismeréseként 1961-ben Nemzetközi Lenin-békedíjat, és 1967-ben a Szocialista Munka Hőse kitüntetést is megkapta.
Tagja volt 1954-től 1968-ig a Hazafias Népfront Országos Tanácsának, valamint 1955–65 között a Termelőszövetkezeti Tanácsnak. 1967. április 14-én vonult nyugdíjba. 1968-ban megválasztották a frissen alakult Országos Szövetkezeti Tanács elnökévé. Egyre súlyosbodó betegsége következtében végül 1968. november 24-én halt meg.

### Kutatható iratanyaga
Miniszterelnöki működési időszakából (pontosabban az 1949–1952 közti évkörből) 3,44 iratfolyóméternyi, maradandó értékűnek minősített iratanyaga (27 doboz és 4 kötet) került az Országos Levéltár, mai nevén Magyar Nemzeti Levéltár Országos Levéltára őrizetébe, ahol az a XIX-A-2-ab törzsszámon kutatható.

## Művei
- Előre a Magyar Függetlenségi Népfronttal. A Magyar Függetlenségi Népfront nyilatkozata és Rákosi Mátyás, Dobi István stb. beszédei; Szikra Ny., Bp., 1949 (Szemináriumi füzetek falusi alapfokú szemináriumok számára)
- A Magyar Függetlenségi Népfronttal hazánk felvirágoztatásáért. Rákosi Mátyás beszámolója, Dobi István, Erdei Ferenc beszédei a Magyar Függetlenségi Népfront országos kongresszusán 1949. márc. 15-én; Stephaneum Ny., Bp., 1949
- A parasztság jövője a szövetkezet; Mezőgazdasági, Bp., 1955
- Szocialista mezőgazdaság – gazdag parasztélet; Kossuth, Bp., 1958
- Emberek és demokrácia a termelőszövetkezetekben; Hazafias Népfront, Bp., 1961
- Vallomás és történelem, 1-2.; Kossuth, Bp., 1962

## Jegyzetek

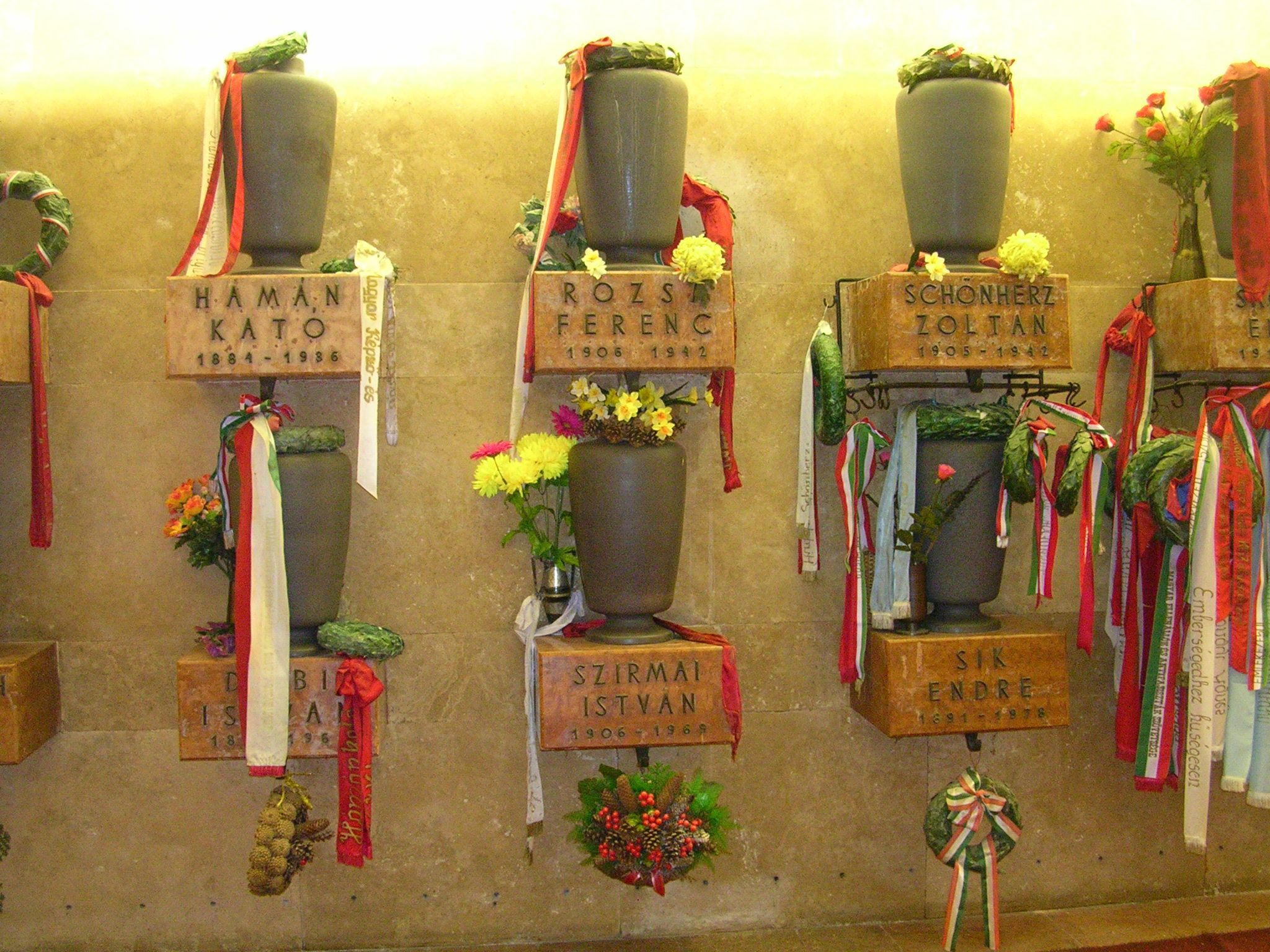
Urnája a Fiumei úti sírkert Munkásmozgalmi Panteonában, Földszinti terem, Alsó sor-7)

## Egyéb irodalom
- Jónás Károly – Villám Judit: A Magyar Országgyűlés elnökei, 1848–2002. Almanach. Argumentum Kiadó, Budapest, 2002, ISBN 963-446-225-1

| Elődje: Dinnyés Lajos | Magyarország miniszterelnöke 1948–1952 | Utódja: Rákosi Mátyás |

| Elődje: Rónai Sándor | A Magyar Népköztársaság Elnöki Tanácsának elnöke 1952–1967 | Utódja: Losonczi Pál |